# Maytenus tikalensis
Maytenus tikalensis är en benvedsväxtart som beskrevs av Lundell. Maytenus tikalensis ingår i släktet Maytenus och familjen Celastraceae. Inga underarter finns listade.